# The Kissing Booth
The Kissing Booth és una comèdia romàntica de 2018 basada en la novel·la homònima de l'autora Beth Reekles. La pel·lícula va ser llançada l'11 de maig de 2018 per Netflix.1 2

## Sinopsi
Elle Evans (Joey King) és una estudiant de secundària de 16 anys que ha intentat però mai ha estat besada, per a la recaptació de fons Elle i Lee decideixen posar un lloc de petons sense imaginar que acabaria besant a Noah (Jacob Elordi) el noi més guapo i popular de la seva escola. Després adonar-se que senten alguna cosa l'un per l'altre, es veuen embolicats en un romanç secret, el problema és que aquest noi no és ni més ni menys que el germà gran del seu millor amic amb el que ha passat tota la seva infància, haurà de decidir entre l'amistat de Lee (Joel Courtney) o seguir al seu cor.

## Repartiment
- Joey King com a Elle Evans
- Joel Courtney com a Lee Flynn
- Jacob Elordi com a Noah Flynn
- Meganne Young com a Rachel
- Molly Ringwald com a Sra. Flynn
- Byron Langley com a Warren
- Jessica Sutton com a Mia
- Morné Visser com a Sr. Flynn
- Carson White com a Brad Evans
- Joshua Daniel Eady com a Tuppen